# Regina Rawlinson
Regina Rawlinson (* 1957 in Bochum) ist eine deutsche Literaturübersetzerin und Dozentin.

## Leben
Regina Rawlinson wuchs in Bochum auf und studierte dort von 1976 bis 1979 englische und russische Philologie. Nach einem Englandaufenthalt begann sie 1982 ein Studium der englischen, amerikanischen und deutschen Literatur an der Ludwig-Maximilians-Universität München, das sie 1987 mit dem Magister abschloss und mit dem Aufbaustudium Literarische Übersetzung aus dem Englischen in München vervollständigte. Seit ihrem Abschluss im Jahr 1988 ist sie als freiberufliche Übersetzerin aus dem Englischen tätig; sie lebt in München.
Daneben unterrichtet Regina Rawlinson als Lehrbeauftragte im Rahmen des Masterstudiengangs Literarisches Übersetzen an der Ludwig-Maximilians-Universität München.
Rawlinson ist Gründungsmitglied des Münchner Übersetzer-Forums e. V., eines Zusammenschlusses literarischer Übersetzer aus dem Raum München, und war von 2003 bis 2019 Vereinsvorsitzende. Sie ist Mitglied im Verband deutschsprachiger Übersetzer/innen literarischer und wissenschaftlicher Werke (VdÜ).
Hervorgetan hat Rawlinson sich unter anderem durch die Beschäftigung mit den Werken Terry Pratchetts. Nachdem sie zuerst I Shall Wear Midnight (Das Mitternachtskleid) übersetzt hatte, übernahm sie neben Gerald Jung die Neuübersetzung älterer Scheibenwelt-Romane.

## Preise und Auszeichnungen
Rawlinson wurde mit mehreren Stipendien des Deutschen Übersetzerfonds e.V. ausgezeichnet, darunter 2014 dem Luise-Adelgunde-Victorie-Gottsched-Stipendium und 2020 mit dem Barthold-Heinrich-Brockes-Stipendium.
2011 erhielt sie das Arbeitsstipendium des Freistaates Bayern für literarische Übersetzerinnen und Übersetzer für Alles Sense! von Terry Pratchett.
2017 erhielt Regina Rawlinson das Literaturstipendium der Landeshauptstadt München in der Sparte Übersetzung für Wunderweiße Tage von Jeanette Winterson.
2023 wurde Rawlinson der Übersetzerpreis Rebekka zuerkannt. Die Verleihung durch den Freundeskreis zur Förderung literarischer und wissenschaftlicher Übersetzungen e.V. fand auf der Leipziger Buchmesse statt. Als Laudator trat der Literaturübersetzer Frank Heibert auf.

## Übersetzungen
Alexie, Sherman
- Regenmacher, Goldmann, München 1996
- Reservation Blues, Goldmann, München 1997
- Indian Killer, Goldmann, München, 1998
- Lachsjäger, Goldmann, München, 2002

Andrews, Alexandra
- Die Assistentin, Goldmann, München, 2022

Bagley, Desmond
- Torpedo, Heyne, München, 1990

Bloch, Robert
- Der Ripper, Heyne, München, 1987

Bruce, Leo
- Das falsche Opfer, Heyne, München, 1989

Booth, Stephen
- Kühler Grund, Manhattan, München, 2002
- Die schwarze Hand des Todes, Goldmann, München, 2003 – mit Martina Tichy

Cadwalladr, Carole
- Wie man die Liebe erklärt, Manhattan, München 2006

Carey, Peter
- Die unheimlichen Machenschaften des Jack Maggs, Krüger, Frankfurt, 1999
- Die wahre Geschichte von Ned Kelly und seiner Gang, S. Fischer, Frankfurt, 2002 (mit Angela Schumitz).
- Gebrauchsanweisung für Sydney, Piper, München, 2003
- Mein Leben als Fälschung, S. Fischer, Frankfurt, 2004

Chesney, Marion
- Lady in Nöten, Goldmann, München, 1990

Cobbold, Marika
- Aphrodites Workshop für Liebesfragen, Goldmann-Manhattan, München, 2009

Cody, Liza
- Doppelte Deckung, Goldmann, München, 1991
- Schweres Geschütz, Goldmann, München, 1992
- Cody, Liza, Schwesternkrieg, Goldmann, München, 1995
- Blüten für Mama, Goldmann, München, 1998

Cohen, Stuart Archer
- Der siebzehnte Engel, Manhattan, München, 2008

Coulter, Catherine
- Falsches Spiel, Heyne, München, 1989

Coughlin, Ruth
- Zeit zu trauern, Droemer Knaur, München, 1995

Dahl, Sophie
- Der Mann mit den tanzenden Augen, List, München, 2003 (mit Sabine Roth).

Depp, Daniel
- Stadt der Verlierer, C. Bertelsmann, München, 2009
- Nächte in Babylon, carl’s books München, 2010
- Tanz mit dem Teufel, carl’s books München, 2013

Dibdin, Michael
- Insel der Unsterblichkeit, Goldmann, München, 1996

Dunant, Sarah
- Meine beste Freundin Elly, Schneekluth, München, 1991

Dyer, Geoffrey
- Reisen, um nicht anzukommen, Argon, Berlin, 2003

Ellman, Lucy
- Götterspeise, Goldmann, München, 1991

Enger, Leif
- Ein wahres Wunder, Manhattan, München, 2004

Evanovich, Janet
- Einmal ist keinmal, Goldmann, München, 1994
- Evanovich, Janet, Zweimal ist einmal zuviel, Goldmann, München, 1997 (mit Anna Seifert)

Feldman, Gayle
- Der Schatten meiner Mutter, Droemer Knaur, München, 1994

Greenwood, Kerry
- Tod am Strand: Miss Fishers mysteriöse Mordfälle, Insel, Berlin, 2019
- Tod in der Mitsommernacht: Miss Fishers mysteriöse Mordfälle, Insel, Berlin, 2021(mit Sabine Lohmann)
- Mord in Montparnasse: Miss Fishers mysteriöse Mordfälle,Insel, Berlin, 2020 (mit Sabine Lohmann)
- Tod eines Dirigenten: Miss Fishers mysteriöse Mordfälle, Insel, Berlin, 2022  (mit Sabine Lohmann)

Hegarty, Frances
- Die falsche Madonna, Hoffmann und Campe, Hamburg, 1993

Heim, Scott
- Unsichtbare Narben, Limes, München, 1997

Hill, Tobias
- Der Kryptograph, C. Bertelsmann, München, 2009

Hogan, Linda
- Der Blick des Panthers, Argon, Berlin, 2000

Howe, James
- Der mit dem Wolf tanzt, Franz Schneider, München, 1992

Howlett, Karen
- Mrs Eloises zauberhafter Garten, Wunderraum, München, 2023

Hylton, Sara
- Die Hauslehrerin, Heyne, München, 1989

Hughes, Robert
- Nachrichten aus dem Jammertal, Kindler, München, 1994 (mit Sabine Roth)

Jennings, Karen
- Eine Insel, Blessing, München, 2022

Johnson, B. S.
- Albert Angelo, Argon, Berlin, 2003
- Schleppnetz, Schneekluth, München, 1992

Kellerman, Faye
- Das Hohelied des Todes, btb, München, 1996

Kneale, Matthew
- Kleine Vergehen in üppigen Zeiten, Sammlung Luchterhand, München, 2006

Kneale, Matthew
- Als wir Römer waren, Sammlung Luchterhand, München, 2008

Le Carré, John
- Geheime Melodie, List, Berlin, 2006 (mit Sabine Roth)
- Marionetten, Ullstein, Berlin, 2008 (mit Sabine Roth)

MacLaughlin, Emma und Kraus, Nicola
- Die Tagebücher einer Nanny, Manhattan, München, 2003
- Citizen Girl, Manhattan, München, 2005 (mit Martina Tichy)

Madison, Susan
- Die Farbe der Hoffnung, C. Bertelsmann, München, 2000 (mit Anne Rademacher)

Marx, Patricia
- Zurück auf Glück, Insel, Berlin, 2012

Merriman, Catherine
- Machtspiele, Eichborn, Frankfurt, 1994

Michaels, Barbara
- Ambitionen, Schneekluth, München, 1991

Moran, Caitlin
- All About a Girl, carl’s books, München, 2015

O‘Farrell, Maggie,
- Die Frau, die es nicht gab, Goldmann, München, 2007
- Die Hand, die damals meine hielt, Goldmann, München, 2010

O'Brien, Tim
- Geheimnisse und Lügen, Luchterhand, München, 1995
- Was sie trugen, Luchterhand, München, 1999
- Waren wir nicht glücklich, Goldmann, München, 2004

Pineda, Cecile
- Die Venus vom Amazonas, C. Bertelsmann, München, 1992

Phillips, Max
- Schlangenbiss Sonett, Goldmann, München, 1997

Prager, Emily
- Clea und Zeus lassen sich scheiden, Schneekluth, München, 1990

Pratchett, Terry,
- Das Mitternachtskleid, Manhattan, München, 2011
- Alles Sense!, Manhattan, München, 2011
- Total verhext, Manhattan, München, 2012
- Lords und Ladies, Manhattan, München, 2013
- Rollende Steine, Manhattan, München, 2014
- Die Krone des Schäfers, Manhattan, München, 2015
- Mummenschanz, Manhattan, München, 2017

Sanders, Lawrence,
- New York Lovers, Heyne, München, 1990

Sanderson, Catherine
- Verliebt in Paris, Goldmann-Manhattan, München, 2008

Thomas, Leslie
- Das Kreuz mit Pfarrer Properjohn, Piper, München, 1993

Weinman, Irving
- Die Puppe des Schneiders, Goldmann, München, 1990

Weisberger, Lauren
- Der Teufel trägt Prada, Goldmann, München, 2004 (mit Martina Tichy)
- Die Party Queen von Manhattan, Goldmann, München, 2006 (mit Martina Tichy)
- Ein Ring von Tiffany, Goldmann, München, 2009 (mit Martina Tichy)
- Champagner und Stilettos, Goldmann, München, 2011 (mit Martina Tichy)
- Die Rache trägt Prada, Goldmann, München, 2013 (mit Martina Tichy)

Winter, Tom
- Unbekannt verzogen, Insel, Berlin, 2013 (mit Sabine Lohmann)

Winterson, Jeanette
- Wunderweiße Tage, Wunderraum, München, 2017

Yellin, Linda
- Mein Sommer mit Nora, Insel, Berlin, 2014

Young, Kate
- Little Library Cookbook, Wunderraum, München, 2018 (mit Susanne Kammerer)